# Gottlieb Keim

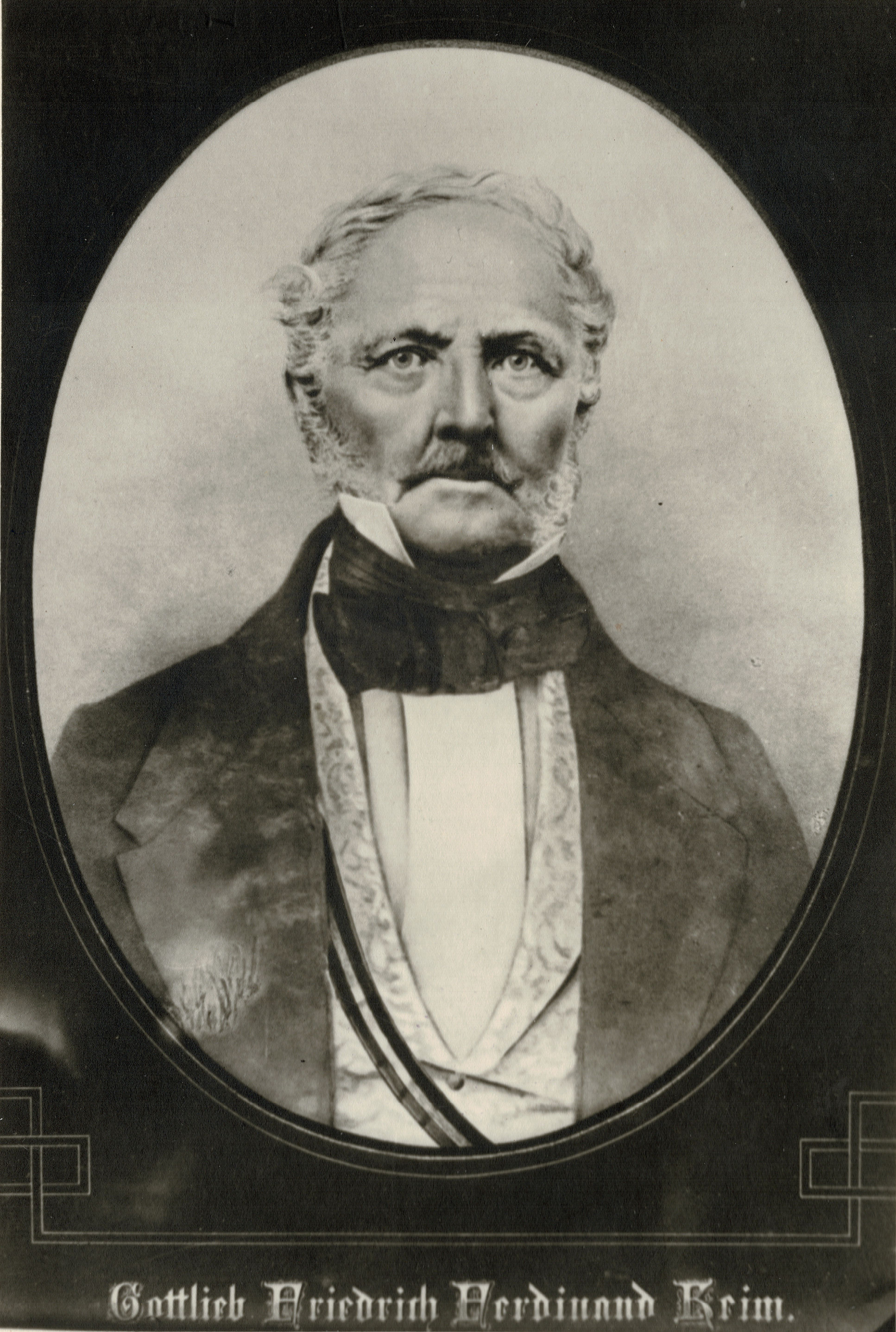
Gottlieb Keim

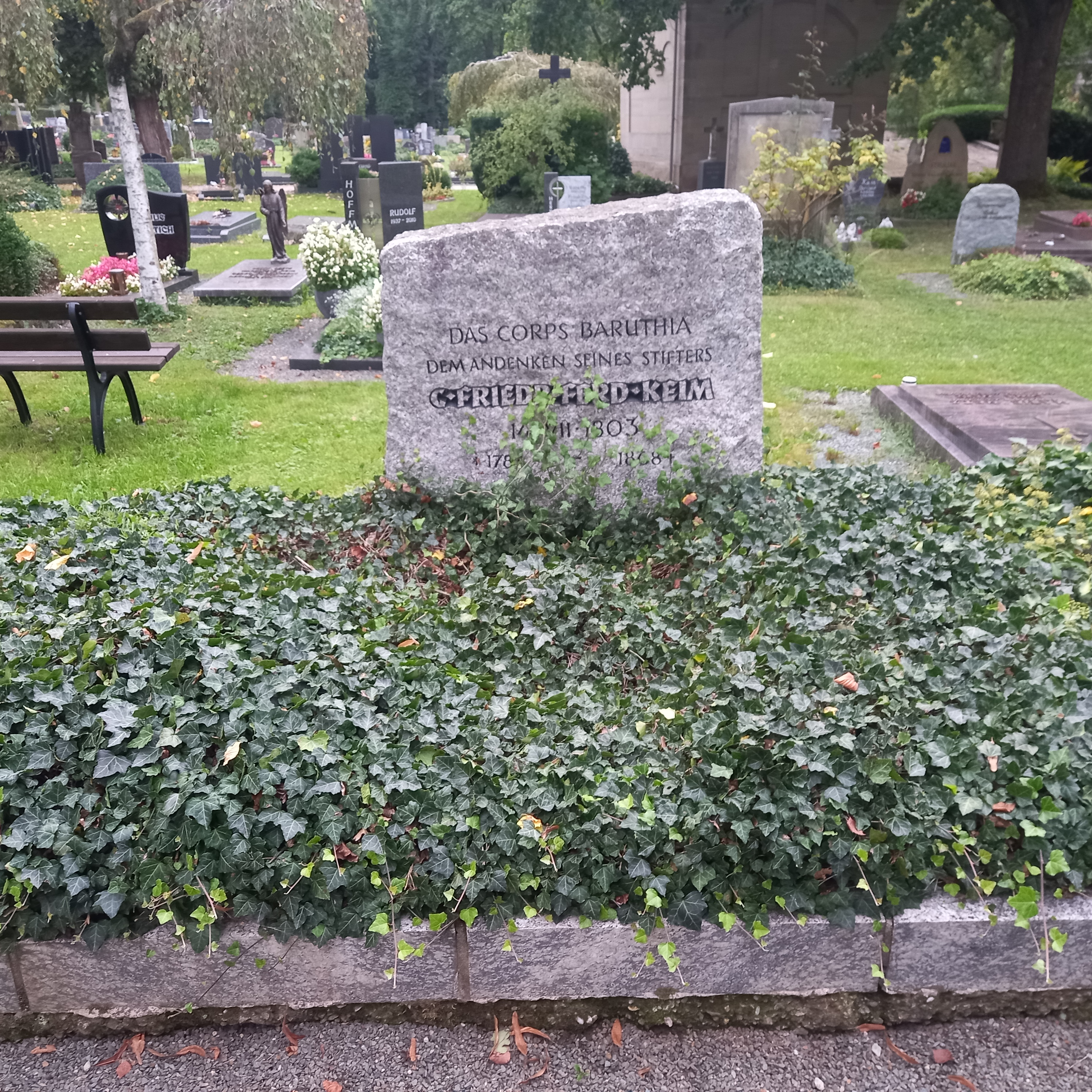
Das Grab von Gottlieb Keim auf dem Stadtfriedhof Bayreuth

Gottlieb Friedrich Ferdinand Keim (* 10. März 1783 in Kulmbach, Markgrafschaft Ansbach-Bayreuth; † 29. August 1868 in Bayreuth) war ein deutscher Anwalt und Stadtrat in Bayreuth. Die Stadt entsandte ihn in die Frankfurter Nationalversammlung. Er steht für die preußisch grundierten Animositäten der Franken gegenüber den Bayern.

## Leben
Keim war der älteste Sohn des Justizkommissärs, der zugleich Protonotarius des Klosters Langheim und Mönchsrichter war. Der Landesherr, Markgraf Alexander (Brandenburg-Ansbach-Bayreuth), hatte Tausende seiner Landeskinder an die britische Krone zum Kampf im Amerikanischen Unabhängigkeitskrieg verkauft. Die Erlanger Universität war 40 Jahre alt. 1791 – zwei Jahre nach der Französischen Revolution – wurde Keim als Achtjähriger preußischer Untertan; denn Markgraf Alexander hatte sein Land der vertrauten Verwandtschaft der Hohenzollern unter Friedrich Wilhelm II. (Preußen) unterstellt.

### Studentengeschichte in Erlangen
Keim besuchte das Lyceum Kulmbach und immatrikulierte sich am 26. April 1801 in Erlangen für Rechtswissenschaft. Dort bestanden die Landsmannschaften der Ansbacher, Berliner, Westfalen und Franken. Die seit 1773 mehrfach nachweisbare Bayreuther Landsmannschaft war zu jener Zeit wieder einmal aufgelöst. Nach der Festlegung der Landsmannschaften waren nicht mehr als vier solcher Korporationen in Erlangen anerkannt und von der Universität zugelassen. Am Michaelistag (29. September) 1801 wurde Keim bei der Ansbachischen Gesellschaft recipiert. Am 10. Juli 1802 trat er mit 15 Kommilitonen (darunter 9 bayreuthischen Landsleuten) bei den Ansbachern wieder aus. Im Wintersemester 1802/03 ging er noch kurzzeitig zu den Erlanger Westfalen. Für eine Neukonstituierung der Bayreuthischen Landsmannschaft war 1801/02 kein Raum. Erst mit dem Niedergang und der Zerschlagung der Fränkischen Gesellschaft im Juni 1803 konnten die Bayreuther unter Keims Führung den freigewordenen Platz im Juli 1803 besetzen. Die Bayreuthische Landsmannschaft entwickelte sich nach und nach zum Corps Baruthia.

### Bayreuth
Nach Abschluss des Studiums im Herbst 1803 exmatrikuliert, trat Keim als Auskultator in den preußischen Justizdienst. Er bestand 1804 die Referendarprüfung und 1806 am Kammergericht das Große Examen. Als Regierungsassessor und Justizkommissar wurde er bei der königlich preußischen Regierung und der Gerichtsbarkeit in Bayreuth eingestellt. Auf dem Weg nach Jena und Auerstedt besetzte Napoleon Bonaparte im Oktober 1806 das preußische Franken. Durch Erlangen zogen 60.000, durch Bayreuth und Hof 48.000 Franzosen. Keim berichtete von der Not und Drangsalierung der Bevölkerung. Im November 1806 kapitulierte die Plassenburg als letzte preußische Festung. Der Frieden von Tilsit nahm den Franken die Hoffnung auf den Verbleib bei der Krone Preußen. Es folgten vier Jahre französischer Besetzung. Am 30. Juni 1810 überließ Napoleon Franken dem verbündeten, zum Königreich erhobenen Bayern. Den angetragenen Wechsel vom preußischen in den bayerischen Staatsdienst lehnte Keim ab. Er beschränkte sich auf die Tätigkeit als freier Rechtsanwalt und Notar in Bayreuth. Die florierende Kanzlei konnte bald in ein Gebäude am Platz vom Neuen Schloss Bayreuth verlegt werden. Das barocke Eckhaus wurde 1982 (zu Keims 199. Geburtstag) sorgfältig restauriert. Keim holte tüchtige Kollegen in die Kanzlei, unter anderem seinen Corpsbruder Erhard Christian Hagen von Hagenfels, von 1823 bis 1830 Johann Georg August Wirth, den später eingekerkerten und verbannten Aufrührer beim Hambacher Fest, und Johann Karl Hermann Fischer, später Direktor der Königlich Bayerischen Staatseisenbahnen. Keims ausgedehnte Tätigkeit und die Bearbeitung fiskalischer Streitfälle machten ihn zum Kenner – und Gegner – der bayerischen Regierung und der Staatsverwaltung.

### Königlich verhinderter Ehrenbürger
In seiner Vaterstadt stand Keim in hohem Ansehen. Seit 1829 im Stadtrat, war er bald Vorstand der sog. Gemeindebevollmächtigten. Er stellte sich gegen den Schlendrian von Behörden und Gerichten. Bei seinen ausgezeichneten Kenntnissen und seiner großen Liebenswürdigkeit sollte er 1835 zum Ehrenbürger ernannt werden. „Als Dank für seine unerschrockene und beharrliche Verteidigung gesetzlicher und verfassungsmäßiger Freiheiten“ hatten die 28 Gemeindebevollmächtigten am 28. Dezember 1835 einstimmig die Verleihung des Ehrenbürgerrechts für Keim beantragt. Dafür brauchte man die allerhöchste Genehmigung; denn eine kommunale Selbstverwaltung oder so etwas wie die Preußische Städteordnung gab es in Bayern noch nicht. Wie die Fühlungnahme über die Regierung des Obermainkreises in München bestätigte, war mit einem königlichen Plazet bei allen Verdiensten Keims nicht zu rechnen. Deshalb verlieh man ihm „den Bürgerbrief, resp. Bürger-Diplom, d. h. das volle Bürgerrecht unter Erlassung der gesetzlich vorgeschriebenen Bürgeraufnahmegebühr taxfrei“.

### Paulskirche
Die Vorgänge um das Ehrenbürgerrecht minderten nicht Keims Wertschätzung in Bayreuth. 120 von 125 Wahlmännern des Wahlbezirks Bayreuth-Stadt und Umland wählten ihn am 24. April 1848 zum Abgeordneten in der Frankfurter Nationalversammlung. Ersatzmann wurde der 24 Jahre jüngere Burschenschafter Johann Eberhard Käfferlein. In der Bayreuther Zeitung vom 30. April 1848 legten Keim und Käfferlein in einer gemeinsamen Erklärung ihre Grundsätze dar, von denen sie sich „bei ihrer Mission als Abgeordnete zu dem deutschen Parlament leiten lassen wollen“. Sie sind im Wortlaut erhalten und weisen Keim als freiheitlichen und sozialen Demokraten und als Anhänger der Konstitutionellen Monarchie aus. Zur Wahl brachten ihm die Bayreuther einen Fackelzug. Die königlich bayerische Regierung weigerte sich, für die beträchtlichen Kosten seiner Abgeordnetenmission von Staats wegen aufzukommen. Bayreuths Stadtmagistrat übernahm sie. In der Paulskirche traf Keim auf die Corpsbrüder Christian Carl von Glück, Ferdinand Lammers, Johann Friedrich Schneider und Philipp Umbscheiden. Sein früherer Schützling Wirth konnte nur an einer Sitzung teilnehmen und starb am 26. Juni (oder Juli) 1848 in Frankfurt. Keim wurde in den 15-köpfigen Ausschuss für Rechtspflege, Zivil- und Kriminalgesetzgebung berufen. Seinen Mitbürgern in Bayreuth berichtete er allwöchentlich über seine Anträge und sein Stimmverhalten. Wie kaum anders zu erwarten, scheiterte der Versuch der Nationalversammlung mit ihren 568 Abgeordneten, das zersplitterte Deutschland zu vereinen, fürstliche Macht zu binden und eine liberale Verfassung zu schaffen. Wegen der Probleme dieses Parlaments, der unzähligen Anträge und der ergebnislosen Debatten resignierte Keim Ende September 1848. Hinzu kamen „Meinungsverschiedenheiten mit den maßgebenden politischen Persönlichkeiten Bayreuths“ – gegen ihn und seine Stimmabgabe wurde gehetzt und der neue patriotische Verein wendete sich gegen ihn. Käfferlein rückte nach.

### 1866
Nach der Schlacht bei Königgrätz kam es auch in Franken zu kriegerischen Auseinandersetzungen zwischen Preußen und Bayern. Der fränkisch-hohenzollernsche Patriotismus und die alte Sympathie vieler Bayreuther (und Keims) für Preußen traten wieder zutage. Das Bayreuther Tagblatt vom 24. Juli 1866 erinnerte an die „segensreiche preußische Herrschaft von 1791 bis 1806“ und Bürgermeister Theodor von Muncker stellte fest, „dass wir keine Veranlassung haben, die preußischen Truppen anders als freundlich zu empfangen … Sie rücken ein in eine Stadt, an deren öffentlchen Gebäuden noch vielfach der brandeburgische Adler angebracht ist“. Am 28. Juli kam es zum Gefecht bei Seybothenreuth. Die stillen Hoffnungen auf einen Wiederanschluss des ehemals markgräflichen Teils von Oberfranken (den Bismarck zeitweise erwogen haben soll) blieben unerfüllt. Von den preußenfreundlichen Verlautbarungen aus Bayreuth war man natürlich nicht begeistert, weder bei der altbayerischen und katholischen Presse noch bei der Staatsregierung. Anstelle des Königlich Bayerischen 13. Infanterie-Regiments „Franz Joseph I., Kaiser von Österreich und Apostolischer König von Ungarn“ und des Königlich Bayerischen 5. Chevaulegers-Regiments „Erzherzog Friedrich von Österreich“ aus Bayreuths evangelischem Umland wurden katholische Regimenter aus Ingolstadt und Bamberg einquartiert. Der Versöhnungsbesuch von Ludwig II. (Bayern) im November 1866 stieß auf „etliche Reserviertheit der Bevölkerung“. Das Verhältnis entspannte sich durch Ludwigs Werben bei Richard Wagner für die Bayreuther Festspiele. Diese Wendung erlebte Keim nicht mehr. Im 86. Lebensjahr gestorben, wurde er unter großer Anteilnahme der Bevölkerung auf dem Stadtfriedhof Bayreuth beerdigt, unweit von Jean Paul.

## Familie
Als Regierungsassessor in Mangersreuth angestellt, heiratete Keim am 25. September 1806 die gleichaltrige Henriette Christiana Sophie Friederike Löwel aus Kulmbach. Aus der Ehe stammen drei Töchter und der Sohn Wilhelm, der 1833 zu Baruthia kam; 1839 in die Vereinigten Staaten emigriert, ist er als Kaufmann in New York verschollen. Keims erste Tochter Luise Sophie starb bei der Geburt des ersten Kindes. Ihr Mann, der Bayreuther Christian Friedrich Donauer, war 1822 einer der Führer beim legendären Auszug der Erlanger Studentenschaft nach Altdorf. Als Witwer heiratete er seine Schwägerin, Keims zweite Tochter Rosalie Christiane. Carolina Friedrike, die dritte Tochter, kam 1814 zur Welt. Keims Ehefrau Henriette starb am 11. März 1831 mit 48 Jahren. Mit polizeilicher Genehmigung ging Keim 1839 mit der 30-jährigen Emma Rosalie Christiane Koeppel aus St. Georgen die zweite Ehe ein. Sie starb nach zwei Jahren am 11. November 1841, als Keim 58 Jahre alt war. Unverheiratet lebte er später mit einer Frau Reinlein und ihren drei Töchtern zusammen.

## Würdigung
Zwei Jahre vor seiner Wahl zum Oberbürgermeister von Bayreuth schrieb der Sozialdemokrat Dieter Mronz über Keim:

„Schon die Tatsache, daß sich Keim im Alter von 65 Jahren für die gegenüber Regenten, Staat, Militär und den anderen Stützen der damaligen Zeit unkonventionelle Idee der Paulskirche engagierte und zur Wahl stellte, muss als Zeichen seiner betont freisinnigen Haltung gewertet werden. Die Grundlegung hierfür hatte er bereits in jungen Jahren getroffen, als er den ihm angetragenen Übertritt vom ehemals preußischen in den bayerischen Staatsdienst ablehnte. Bezeichnend ist daneben sein lebenslanges Bekenntnis zu dem über alle Grenzen verfolgten ‚Aufrührer‘ Johann Georg August Wirth. Ganz offenbar ging es Keim darum, seine Lebenseinstellung in einem Alter, das damals weit über der durchschnittlichen Lebenserwartung lag, nochmals eindeutig unter Beweis zu stellen. Keim erweist sich ferner keineswegs als Anhänger oder Bewahrer der alten Strukturen. Wenn es in der Paulskirche auch anfangs Parteien nicht gab und nicht geben konnte, suchte eine breite Rechte doch, Fürsten, Staaten und Privilegierte möglichst zu schonen. Allenfalls ein Direktorium von Fürsten sollte die Gesamtregierung bilden. Anders Keim: er trat offen für wesentliche, bis dahin durchwegs versagte Grundrechte, Volksrechte, Volksfreiheiten ein und forderte nicht nur ein gesamtdeutsches Staatsministerium als Zentralinstanz, sondern auch das Zwei-Kammer-System. Hervorzuheben ist schließlich Keims öffentliches Engagement gegen den Notstand der Arbeiterschaft, der Bauern und der Armen, für Arbeitsschutz, für die finanzielle Entlastung ‚der unteren Volksklassen‘, für ‚unbedingte Gleichheit vor dem Gesetz‘ und für die Humanität als ‚höchsten Zielpunkt jeder Staatsverfassung‘. Solche Bekenntnisse waren 1848 nicht das Gedankengut von Konservativen. Es waren kaum gebildete Bürger bereit, die politischen und sozialen Rechte, die sie für sich beanspruchten, auch Arbeitern, Bauern, Dienstboten und anderem ‚niederen Volk‘ zuzubilligen. Keim aber tat dies. Hier offenbart sich ein damals noch seltenes intellektuell-bürgerliches Eintreten für die soziale Frage und für die 1848 bereits im Entstehen begriffenen sozialen Forderungen. Es mag sein, daß diese Wesenszüge Keims von den Berichterstattern in den folgenden Jahrzehnten übersehen oder verdrängt wurden – anhand der aufgefundenen authentischen Dokumente können sie heute nicht mehr unerwähnt bleiben.“

Am Haus Ludwigstraße 25 in Bayreuth befindet sich eine Gedenktafel für Keim und Wirth.